# عملية باتل آكس
 عملية باتل آكس أو معركة الفأس (بالإنجليزية: Operation Battleaxe)‏ هي معركة وقعت في منطقة برقة في ليبيا خلال الحرب العالمية الثانية بين قوات الحلفاء (بريطانيا) من جهة وقوات المحور المانيا النازية وإيطاليا من جانب آخر وبدأت المعركة صباح 15 يونيو 1941 وانتهت في 17 يونيو 1941 بانتصار قوات المحور.

## أحداث المعركة
بدء هجوم القوات البريطانية في صباح يوم 15 يونيو 1941 وكان التفوق العسكري في صالح قوات الحلفاء رغم ذلك قاتلت قوات الألمان وحلفاءهم الإيطاليين وبعد الاشتباكات العنيفة تمكنت القوات البريطانية من السيطرة على مدينة (كابتزو) أمر الجنرال الألماني روميل الفرقة الخامسة المشاة الألمانية بتطويق الفرقة المدرعة الإنجليزية والتقدم تجاه نقب حلفاية بينما تقوم الفرقة 15 بانزر الألمانية باسترداد مدينة كابتزو.

## نتيجة المعركة
انتهت المعارك التي استمرت ليومين بتدمير أغلب دبابات اللواء السابع المدرع الإنجليزي وتقدم الفرق الألمانية باتجاه نقب حلفاية وانسحبت القوات البريطانية لاحقًا إلى الأماكن التي بدأت منها هجومها.

## وصلات خارجية
- معركة باتل آكس

(بالإنجليزية)